# Drosera menziesii
Drosera menziesii ist eine Pflanzenart aus der Gattung der Sonnentaue (Drosera). Diese fleischfressende Pflanze ist mit vier Unterarten im westlichen und südwestlichen Australien beheimatet.

## Beschreibung

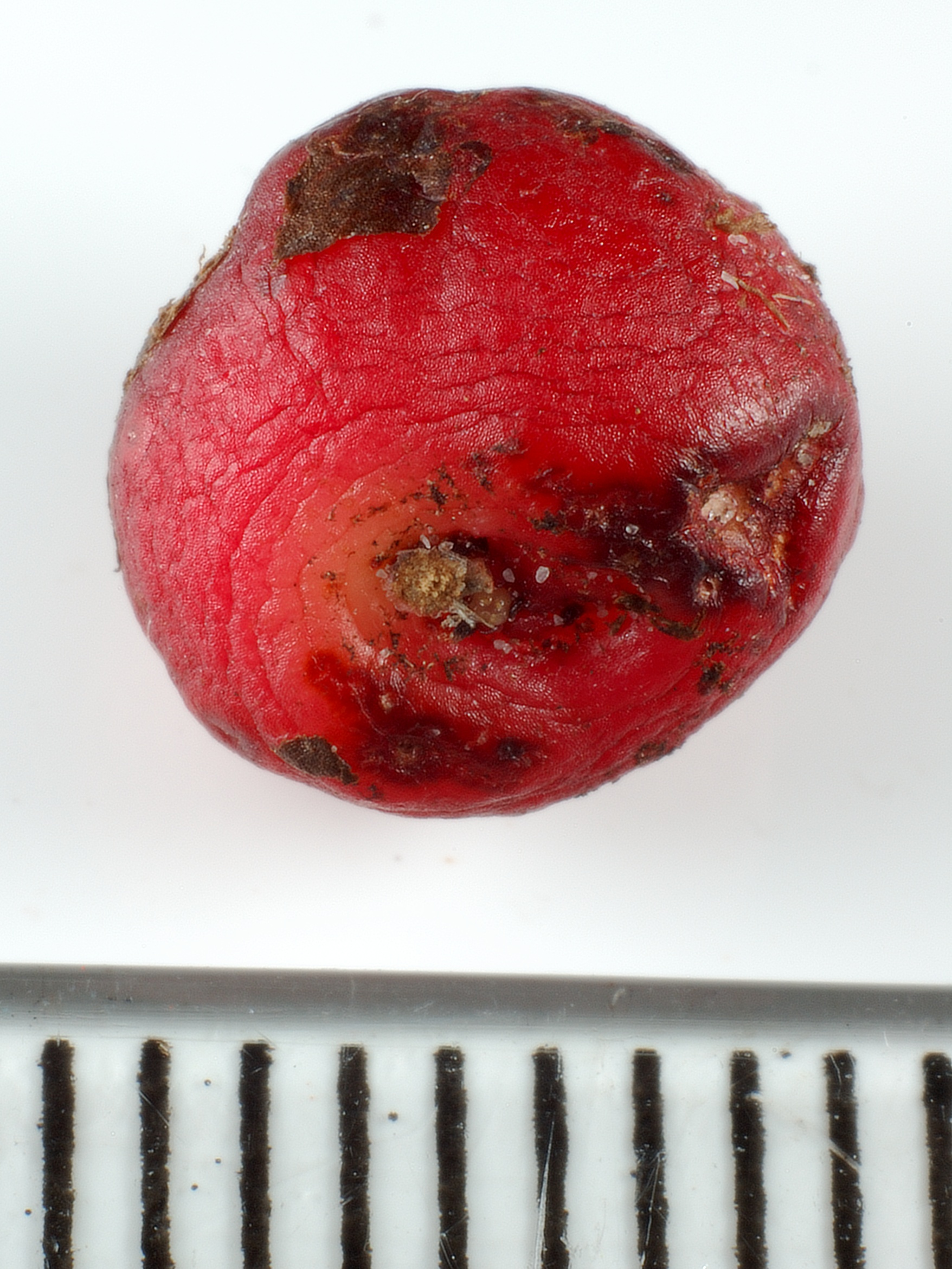
Knolle

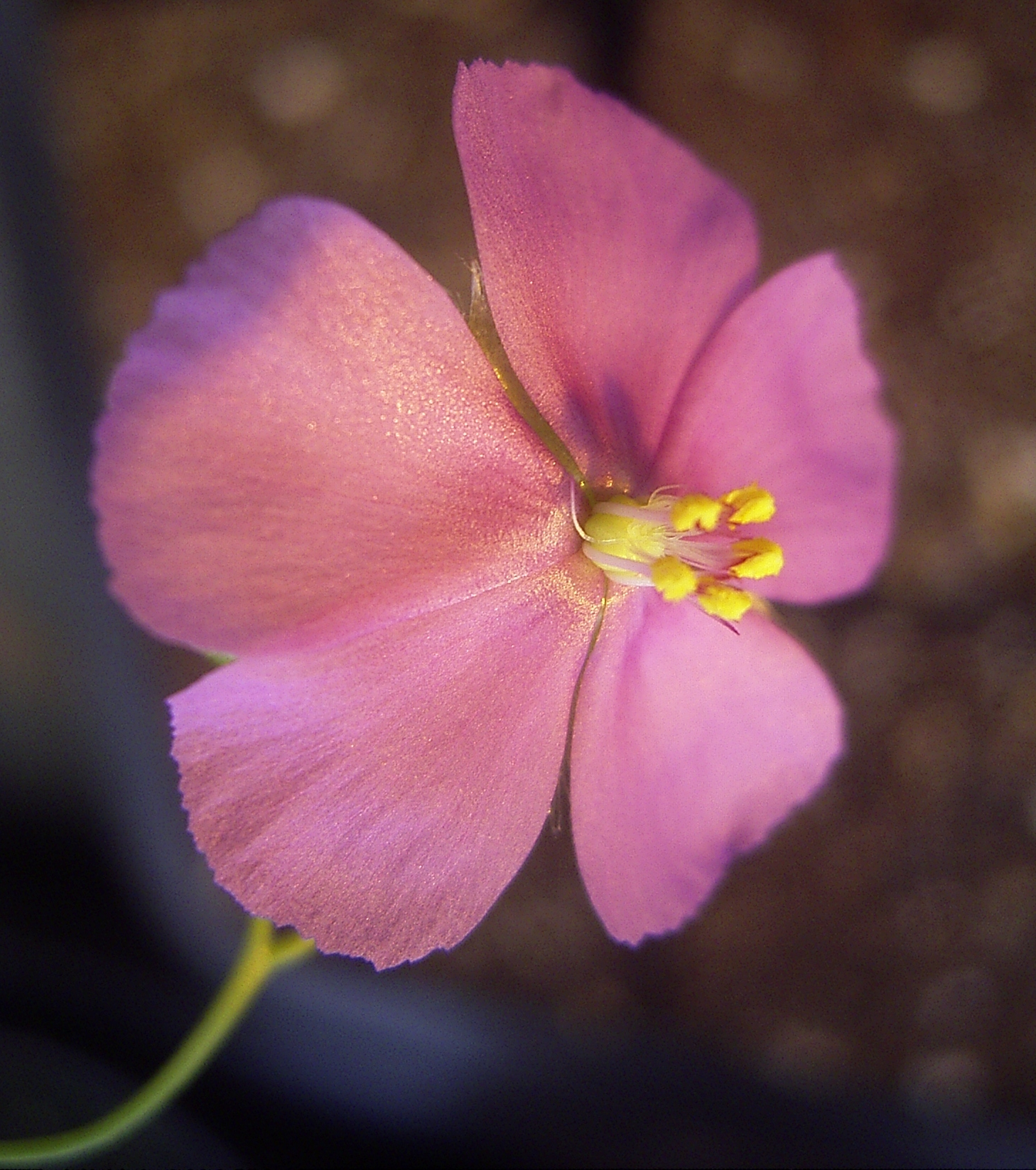
Blüte

Drosera menziesii wächst terrestrisch als ausdauernde krautige Pflanze. Als Überdauerungsorgane bildet sie Knollen die Durchmesser von bis zu 1,5 cm erreichen und in der Regel dunkelrot sind, jedoch sind auch andere Farbnuancen bekannt. Die bis zu 25 cm hohen Stängel wachsen "zickzack-förmig" in die Höhe. Jede Zacke ist durch einen etwa 1 cm langen Blattstiel erweitert, an dem wechselständig je ein Blatt sitzt. Die Blätter sind mit einem Durchmesser von bis zu 4 mm kreisförmig. Auf der Blattoberseite befinden sich dicht drüsige Tentakeln.
In seitenständigen, zwei- bis dreifach verzweigten, schirmrispigen Blütenständen befinden sich die in der Regel dunkelrosafarbenen Blüten.

## Vorkommen
Beheimatet ist Drosera menziesii in Südwestaustralien.
Sie wächst in sumpfigen Gegenden auf Lehm-, Sand- und/oder Torfböden. Im subtropischen Areal können die Standorte im Sommer komplett austrocknen. Die sommerlichen Trockenzeiten werden in den unterirdischen Knollen überdauert.

## Systematik
Drosera menziesii gehört zur Sektion Ergaleium in der Gattung der Drosera. Die Erstbeschreibung von Drosera menziesii erfolgte 1824 durch Robert Brown in Augustin Pyramus de Candolle: Prodromus Systematis Naturalis Regni Vegetabilis, 1, S. 319. Synonyme für Drosera menziesii R.Br. ex DC. sind Drosera filicaulis Endl. und Sondera menziesii (R.Br. ex DC.) Chrtek & Slavíková.
Von der Art Drosera menziesii sind vier Unterarten seit N. G. Marchant & A. Lowrie 1992 bekannt und beschrieben:
- Drosera menziesii subsp. basifolia N.G.Marchant & Lowrie
- Drosera menziesii R.Br. ex DC. subsp. menziesii
- Drosera menziesii subsp. penicillaris (Benth.) N.G.Marchant & Lowrie
- Drosera menziesii subsp. thysanosepala (Diels) N.G.Marchant & Lowrie